# Zorzines recens
Zorzines recens là một loài bướm đêm trong họ Noctuidae.